# Annette Blesson
Annette Blesson, ab 1815 Annette Busse (* 11. Juli 1792 in Potsdam; † 19. Februar 1882 in Berlin) war eine deutsch-französische Malerin und Zeichnerin.

## Leben
Annette Blesson entstammte der katholischen Diaspora in Potsdam/Berlin. Ihre Eltern waren Nicolas Thomas Blesson (1757–1842), zunächst erster Küchenmeister, dann Maître d’hôtel von Friedrich II., um schließlich Generalintendant von dessen beiden Nachfolgern zu werden, und Sophie Tassaert (1767–1842), Tochter des Bildhauers Antoine Tassaert und seiner Frau Marie Edmée Tassaert, geborene de Moreau (1736–1791).
Wie fast alle weiblichen Mitglieder der Familie, u. a. ihre Großmutter Marie Edmée Tassaert (1737–1791), ihre Tanten Henriette Félicité Tassaert und Antoinette Tassaert, erhielt sie Mal- und Zeichenunterricht. Sie hatte einen ordentlichen Kunstunterricht, wahrscheinlich an der Berliner Kunstakademie. Dort war sie bereits 1804 auf der Kunstausstellung vertreten. Auch 1806, 1810, 1812 und 1814 war sie mit Kreidezeichnungen, Porträts und Genres in Öl sowie Miniaturen vertreten.
Nachdem sie 1815 den Arzt und Hofchirurgen Friedrich Busse († 1861) geheiratet hatte, ging sie vermutlich keiner künstlerischen Tätigkeit mehr nach. Sie wohnte im Haus ihres Bruders, des Ingenieur-Offiziers Ludwig Urban Blesson, dem sogenannten Haus Verona-Blesson, Unter den Linden 17/18 (alte Zählung). Werke von ihr sind nur vereinzelt nachweisbar, davon zwei im Stadtmuseum Berlin.